# Brachythecium praelongum
Brachythecium praelongum är en bladmossart som beskrevs av W. P. Schimper och C. Müller 1897. Brachythecium praelongum ingår i släktet gräsmossor, och familjen Brachytheciaceae. Inga underarter finns listade i Catalogue of Life.